# Tetragnatha andonea
Tetragnatha andonea este o specie de păianjeni din genul Tetragnatha, familia Tetragnathidae, descrisă de Lawrence în anul 1927.
Este endemică în Namibia. Conform Catalogue of Life specia Tetragnatha andonea nu are subspecii cunoscute.